# Discomyza maculipennis
Discomyza maculipennis är en tvåvingeart som först beskrevs av Christian Rudolph Wilhelm Wiedemann 1824.  Discomyza maculipennis ingår i släktet Discomyza och familjen vattenflugor. Inga underarter finns listade i Catalogue of Life.